# Giordano Cavestro
Giordano Cavestro "Mirko" (Parma, 30 novembre 1925 – Bardi, 4 maggio 1944) è stato un partigiano italiano.
Studente, decorato della Medaglia d'oro al valor militare alla memoria.

## Biografia
Nacque a Parma in una famiglia che professava gli ideali comunisti. Già nel 1940, a soli 15 anni e studente di scuola media, il giovane Giordano Cavestro produsse e diffuse, con alcuni compagni, un giornalino clandestino contrario al regime fascista.
Dopo l'armistizio dell'8 settembre 1943 insieme al gruppo di amici antifascisti formò il nucleo di Parma del Fronte della gioventù per l'indipendenza nazionale e per la libertà e con essi avviò le prime attività partigiane nella zona.
Dal febbraio 1944, con il nome di battaglia "Mirko", partecipò all'organizzazione del distaccamento "Griffith" della 12ª Brigata Garibaldi "Fermo Ognibene".
Il 15 aprile 1944, mentre il distaccamento si trovava accampato alla Casa del Corno, nei pressi di Ravarano di Calestano, vicino alla cima del monte Montagnana, venne accerchiato nella notte da un reparto nazifascita composto da militari del Militärkommandantur di Parma, della Luftwaffe e da militi della Guardia Nazionale Repubblicana, causa il tradimento di due infiltrati. Presi di sorpresa cinque partigiani vennero uccisi, alcuni riuscirono a scappare e ben 54 vennero catturati, tra cui Giordano Cavestro.
Fu processato a Parma tra il 17 e il 20 aprile, assieme ai compagni catturati del distaccamento "Griffith", dal Tribunale speciale della RSI e dal Tribunale Militare Straordinario di guerra, e condannato a morte per fucilazione.
Il 19 aprile tre dei condannati, Salvatore Carrozza, Anteo Donati e Afro Fornia vennero fucilati a Monticelli Terme. Ne seguì però una manifestazione di protesta popolare che indusse a sospendere le pene capitali degli altri prigionieri e a trattenerli come ostaggi.
Il 4 maggio 1944 venne infine fucilato insieme a Raimondo Pelinghelli, Vito Salmi, Nello Venturini ed Erasmo Venuti nei pressi di Bardi, sulla odierna strada provinciale nr. 28, come rappresaglia per l'uccisione di tre militi della GNR, di un fascista di Bedonia e del figlioletto di uno di essi, avvenuta per opera dei partigiani. Ispiratore della rappresaglia e dell'uccisione di Giordano Cavestro fu il gerarca fascista Pino Romualdi che ne chiese espressamente la morte telefonando personalmente al Duce.
In una delle ultime lettere che Giordano Cavestro scrisse ai compagni, prima della condanna a morte, venne estratta una frase significativa e incisa sulle pareti del Museo Monumento al Deportato di Carpi, si legge:
(Lettere di condannati a morte della Resistenza italiana (8 settembre 1943 - 25 aprile 1945))
Gli fu conferita la Medaglia d'oro al valor militare alla memoria.

## Riconoscimenti e dediche
- La città di Parma ha intitolato a Giordano Cavestro la via del centro storico in cui ha sede l'Università di Parma che fu un luogo di reclusione per gli antifascisti.